# Outlast 2
Outlast 2 (stiliserat som OU⸸LASTII) är ett survival horror-spel utvecklat och utgivet av Red Barrels till Microsoft Windows, Playstation 4 och Xbox One. Det är uppföljaren till Outlast från 2013. Spelaren antar rollen som en journalist vid namn Blake Langermann, som tillsammans med sin fru Lynn vandrar i Arizonas öken för att utforska mordet på den gravida kvinnan Jane Doe.
Strax efter utgivningen och populariteten bakom Outlast tillkännagav Red Barrels en uppföljare. Demopresentationer visades upp på både PAX East och E3 2016 den 22 april respektive 15 juni, och lanseringen planerades först vara i hösten 2016. Men på grund av komplikationer försenades spelet till början av 2017.